# Paula Hampton
Paula Hampton, geboren als Paulea Kerley (Middletown (Ohio), 11 juli 1938), is een Amerikaanse jazzzangeres en -drummer.

## Biografie
Hampton komt uit een familie van muzikanten, die ook een aanvankelijk nationaal toerende familieband The Hampton Family vormde, waarin ook haar oudoom Lionel Hampton en haar oom Slide Hampton optraden. Ze leerde de drums en speelde met de familieband in Indiana. Halverwege de jaren 1960 verhuisde Hampton naar New York, waar ze eerst speelde met Milt Hinton, vervolgens met Bertha Hope, met Amina Claudine Myers en met andere muzikanten, bijvoorbeeld als de Jazz Sisters. Sinds 1985 toerde ze herhaaldelijk door Europa met haar eigen band Celebration. Eind jaren 1980 en begin jaren 1990 werkte ze vijf jaar samen met Dakota Staton en begeleidde ze ook de zangeres Sandra Reaves-Phillips. Ze speelt met Bertha Hope en Kim Clarke in de groep Jazzberry Jam!, die in 1997 haar eerste cd opnam op een festival in Florida.
- Library of Congress Control Number: no96017729
- MusicBrainz: d3b10e6e-d104-4ff6-90cc-ed78c8b7ea1b
- Virtual International Authority File: 19270700
- WorldCat: E39PCjBg4V7PVHVmHkcgJwbhMd